# Denner Fernando Melz
Denner Fernando Melz (Itapiranga, 30 dicembre 1999) è un calciatore brasiliano, centrocampista dell'Anápolis in prestito dal Noroeste.

## Caratteristiche tecniche
È un centrocampista centrale.

## Carriera
Cresciuto nel settore giovanile della Juventude, debutta in prima squadra il 25 gennaio 2018 in occasione dell'incontro del Campionato Gaúcho perso 1-0 contro il São Luiz; il 26 giugno seguente esordisce anche in Série B nella gara casalinga persa 1-0 contro il Vila Nova.

## Statistiche
Statistiche aggiornate al 4 luglio 2021.

### Presenze e reti nei club
| Stagione        | Squadra          | Campionato      | Campionato | Campionato | Coppe nazionali | Coppe nazionali | Coppe nazionali | Coppe continentali | Coppe continentali | Coppe continentali | Altre coppe | Altre coppe | Altre coppe | Totale | Totale | Totale |
| Stagione        | Squadra          | Comp            | Pres       | Reti       | Comp            | Pres            | Reti            | Comp               | Pres               | Reti               | Comp        | Pres        | Reti        | Pres   | Reti   |        |
| --------------- | ---------------- | --------------- | ---------- | ---------- | --------------- | --------------- | --------------- | ------------------ | ------------------ | ------------------ | ----------- | ----------- | ----------- | ------ | ------ | ------ |
| 2018            | Juventude        | PD/RS+B         | 7+21       | 0+1        | CB              | 1               | 0               |                    | -                  | -                  |             | -           | -           | 29     | 1      |        |
| 2019            | Juventude        | PD/RS+C         | 10+15      | 2+0        | CB              | 8               | 0               |                    | -                  | -                  |             | -           | -           | 32     | 2      |        |
| 2020            | Athl. Paranaense | A1/PR+A         | 6+0        | 0          | CB              | 0               | 0               |                    | -                  | -                  |             | -           | -           | 6      | 0      |        |
| 2020            | Chapecoense      | PD/SC+B         | 6+24       | 0+1        | CB              | 0               | 0               |                    | -                  | -                  |             | -           | -           | 30     | 1      |        |
| 2021            | Athl. Paranaense | A1/PR+A         | 6+0        | 0          | CB              | 0               | 0               | CS                 | 0                  | 0                  |             | -           | -           | 6      | 0      |        |
| 2021            | Chapecoense      | PD/SC+A         | 0+5        | 0          | CB              | 0               | 0               |                    | -                  | -                  |             | -           | -           | 5      | 0      |        |
| Totale carriera | Totale carriera  | Totale carriera | 100        | 4          |                 | 9               | 0               |                    | 0                  | 0                  |             | -           | -           | 109    | 4      |        |

## Palmarès

### Club

#### Competizioni statali
- Campionato Paranaense: 1

Athl. Paranaense: 2020